# Híbrido suave

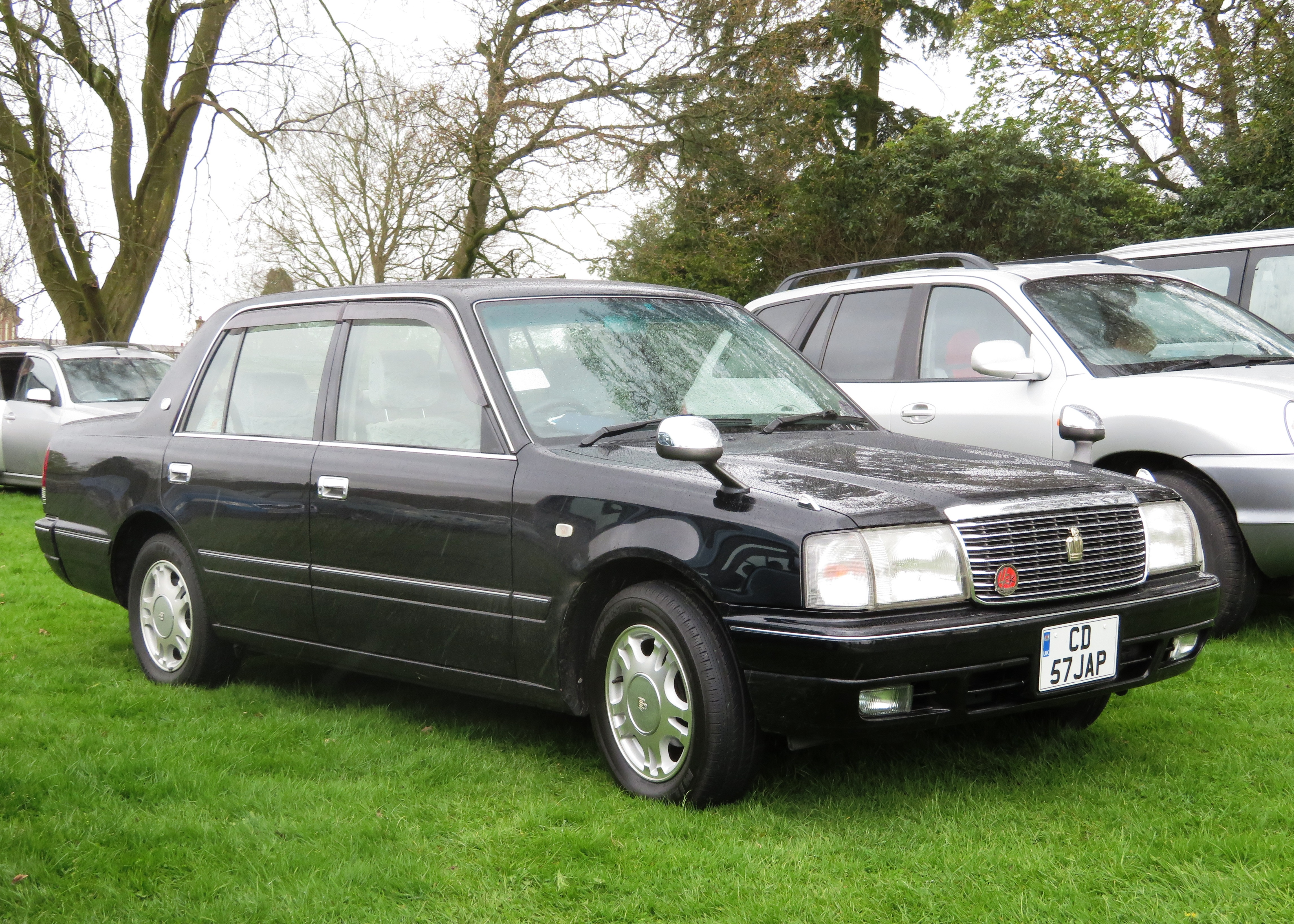
Toyota Crown Super Deluxe Mild Hybrid

Los híbridos suaves (mild hybrids en inglés, también conocidos como híbridos de arranque asistido, vehículos híbridos asistidos por batería o BAHV) son generalmente automóviles con un motor de combustión interna equipado con un motor eléctrico, es decir, un motor o generador en una configuración de híbrido paralelo, que permite que el motor se apague siempre que el automóvil se detenga, frene o pare, pero que arranque rápidamente utilizando la energía acumulada al efecto. Los híbridos suaves pueden emplear un freno regenerativo y algún nivel de asistencia de potencia al motor de combustión interna (ICE), pero carecen de un modo de propulsión exclusivamente eléctrico.

## Resumen
Un motor eléctrico proporciona una mayor eficiencia al reemplazar al motor de arranque y al alternador mediante un único dispositivo que permita el arranque del tren motriz. Los híbridos suaves no requieren el mismo nivel de capacidad de carga de la batería y no logran los mismos niveles de mejora de economía de combustible que los modelos híbridos. Un ejemplo es el Chevrolet Silverado 2005-07, un pickup de tamaño completo híbrido paralelo (PHT) equipado con un solo motor eléctrico trifásico de 7 kW (9,5 CV) montado en la campana entre el motor y la transmisión 4L60E convencional. Chevrolet pudo obtener una mejora del 10% en el consumo en recorridos urbanos al apagar y reiniciar el motor. Sin embargo, el sistema no disponía de funciones de asistencia eléctrica ni de capacidad como "vehículo totalmente eléctrico", y funciones de freno regenerativo muy limitadas.

## Ventajas y desventajas
En comparación con un vehículo híbrido convencional, los híbridos suaves pueden proporcionar algunos de los beneficios de la aplicación de tecnologías híbridas, con una menor penalización de costo-peso en la que se incurre al instalar un tren de transmisión en serie-paralelo híbrido completo. El ahorro de combustible generalmente será menor de lo esperado con el uso de un diseño híbrido completo, ya que el diseño no facilita altos niveles de freno regenerativo ni promueve necesariamente el uso de motores de combustión interna más pequeños, livianos y eficientes.

## Ejemplos

### General Motors
Los híbridos suaves de General Motors, incluido el Chevrolet Silverado (PHT) y numerosos turismos y SUV equipados con el sistema BAS Hybrid, a menudo usan un sistema de 36 a 48V con el fin de suministrar la energía necesaria para el motor de arranque, así como una fuente de energía para compensar el creciente número de accesorios electrónicos en los vehículos modernos. El sistema híbrido suave BAS Hybrid de GM utiliza una transmisión por correa para arrancar el motor de combustión interna (ICE) a través de su unidad de motor-generador (MGU). Una vez que arranca, el motor acciona el motor-generador de 14,5 kW (19,7 CV) para cargar las baterías. El sistema híbrido BAS también utiliza un freno regenerativo para reponer la batería de 36V del sistema y puede proporcionar niveles moderados de asistencia de energía. Según la EPA, una Saturn Vue Greenline 2009 equipado con el sistema BAS Hybrid ofrece una mejora del 27% en la economía de combustible combinada con respecto a la versión no híbrida (FWD 4 cilindros).

### Honda
El Integrated Motor Assist de Honda conecta directamente un motor de corriente continua sin escobillas entre el volante de inercia y el transeje, lo que brinda asistencia durante la aceleración y la regeneración durante el frenado o marcha inercial. Se ha producido en varios voltajes y salidas de potencia, según los requerimientos de tamaño y el peso del vehículo. Los modelos equipados con el sistema Integrated Motor Assist incluyen el Honda Insight (1999-2006, y desde 2009), Honda Jazz (desde 2011), Honda Civic (desde 2003), Honda Accord (2005-2007) y Honda CR-Z (2010-2016).

### Otros
Durante los Juegos Olímpicos de 2008 en Beijing, el fabricante de automóviles chino Changan Motors suministró varios coches de propulsión híbrida como taxis para los atletas y espectadores. Infineon suministró la electrónica de potencia para la unidad "híbrida suave".
Toyota vendió una versión híbrida suave del lujoso Toyota Crown a partir de 2002 solo para el mercado nacional japonés. La economía de combustible se incrementó en comparación con la unidad de gasolina estándar 3.0 de 6 cilindros en línea. Toyota pasó a vender un híbrido completo con un motor eléctrico para el nuevo Toyota Crown 2008 bajo su marca Hybrid Synergy Drive.
Los modelos de MINI y BMW disponen del sistema stop-start (en algunos casos con frenado regenerativo) en todos sus vehículos vendidos en Europa con motores de 4 cilindros con transmisión manual.
Citroën propone un sistema stop-start en sus modelos C2 y C3. El prototipo C5 Airscape dispone de una versión mejorada del sistema, agregando funciones de frenado regenerativo y asistencia a la tracción, así como un supercondensador para la amortiguación del flujo de energía.
En 2004, Volkswagen presentó dos prototipos híbridos suaves en Shanghái para el Challenge Bibendum.
Suzuki ha anunciado el Suzuki Baleno con tecnología SHVS integrada en 2016 en una nueva plataforma. La firma ha desarrollado una experiencia con esta tecnología híbrida suave con el Suzuki Ciaz.

## Lista de marcas y modelos
- Chevrolet Silverado Hybrid (2005-2007)[15]
- Saturn Vue Green Line (BAS Hybrid, 2007-2009)
- Saturn Aura Green Line (modelo BAS híbrido 2007-2009)
- Chevrolet Malibu (modelo BAS híbrido 2008-2010)
- Mercedes-Benz S400 HYBRID[2]
- BMW ActiveHybrid 3 / BMW Serie 5 / BMW Serie 7[2]
- Peugeot 308 e-HDi (desde 2011, denominado por el fabricante como microhíbrido)
- Buick LaCrosse con eAssist (2012-)
- Buick Regal con eAssist (2012-)
- Ferrari LaFerrari (2013 y 2018)
- Chevrolet Malibu con eAssist (2014-)
- Chevrolet Impala (versión eAssist de 2014; llegará el cuarto trimestre de 2013)
- Honda híbridos con Integrated Motor Assist
- Suzuki Ciaz SHVS (2015-)
- Suzuki Ertiga con SHVS (2015-)
- Suzuki Baleno con SHVS (2016-)
- Audi A8 (2017-),
- Audi A6 (2018-)
- Audi A4 (2020-)
- Audi A5 (2019-)
- Audi A3 (2020-)
- Audi A7 (2018-)
- Audi Q5 (2021-)
- Audi Q7 (2020-)
- Audi Q8 (2019-)
- Ford Puma (2019-)
- Ford Fiesta mHEV (2020-)
- Ford Focus mHEV (2020-)
- Kia Sportage (2018-)
- Hyundai Tucson (2018-)
- Hyundai i30 (2020-)
- Ram 1500 eTorque (2019-)
- Jeep Wrangler (2018-)
- Maserati Ghibli Hybrid (2020-)
- Mercedes-Benz C 200/C 300 (2018 y 2021)
- Mercedes-Benz C 180/C 200/C 300/C 220d/C 300d (2021-)
- Mercedes-Benz E 350 (2019 y 2020)
- Mercedes-Benz E 200/E 300 (2019-)
- Mercedes-Benz E 450 4MATIC/E 300d 4MATIC (2021-)
- Mercedes-AMG E 53 4MATIC+ (2019-)
- Mercedes-Benz CLS 350/CLS 450 4MATIC/CLS 300d 4MATIC (2018-)
- Mercedes-AMG CLS 53 4MATIC+ (2018-)
- Mercedes-Benz GLE 350 4MATIC/GLE 450 4MATIC/GLE 580 4MATIC (2019-)
- Mercedes-AMG GLE 53 4MATIC+/GLE 63 4MATIC+/GLE 63 4MATIC+ (2020-)
- Mercedes-Benz GLS 450 4MATIC (2020-)
- Mercedes-Benz GLS 580 4MATIC (2019-)
- Mercedes-AMG GLS 63 4MATIC+ (2020-)
- Mercedes-Maybach GLS 600 4MATIC (2020-)
- Mercedes-Benz S 450/S 500 (2018 y 2020)
- Mercedes-Benz S 450 4MATIC/S 500 4MATIC/S 580 4MATIC (2021-)
- Mercedes-Maybach S 480 4MATIC/S 580 4MATIC (2021-)
- Mercedes-AMG GT 53 4MATIC+ (2018-)
- Range Rover Evoque (2018-)
- Mazda CX-5 (2019-)[16]
- Mazda 3 (2019-)[17][18][19]
- Mazda 2 (2020-)[20]
- Fiat 500 Híbrido (2020-)
- Fiat Panda Híbrido (2020-)
- Subaru Forester e-boxeador (2019-)
- Lancia Ypsilon Híbrido (2020-)
- Suzuki Ignis Hybrid AllGrip (2020-)
- Lamborghini Sián FKP 37 (2020-2022)
- Volvo XC60 (2020-)[21]
- Volvo XC90 (2020-)[21]
- Nissan Qashqai (2021-)
- Lamborghini Countach LPI 800-4 (2022-)
- BMW 220i / 223i Active Tourer (2022-)
- Seat León (2020-)